# Comité national pour la défense de la liberté et de la démocratie
 (mars 2021).
Le Comité national pour la Défense de la Liberté et de la Démocratie (CDLD) est une ancienne association belge créée à la fin de l’année 1954 pour défendre les intérêts de l’enseignement catholique.
Lié au PSC, le CDLD s’est illustré par son opposition à la loi Collard, durant la deuxième guerre scolaire, en organisant à Bruxelles le 26 mars 1955 et le 18 mai 1958 des manifestations rassemblant 200 000 personnes.